# Quadrella asperifolia
Quadrella asperifolia är en kaprisväxtart som först beskrevs av Karel Presl, och fick sitt nu gällande namn av Hugh Hellmut Iltis och Cornejo. Quadrella asperifolia ingår i släktet Quadrella och familjen kaprisväxter. Inga underarter finns listade i Catalogue of Life.